# Зальцбург-Умгебунг
Бецирк Зальцбург-Умгебунг — округ Австрійської федеральної землі Зальцбург. 

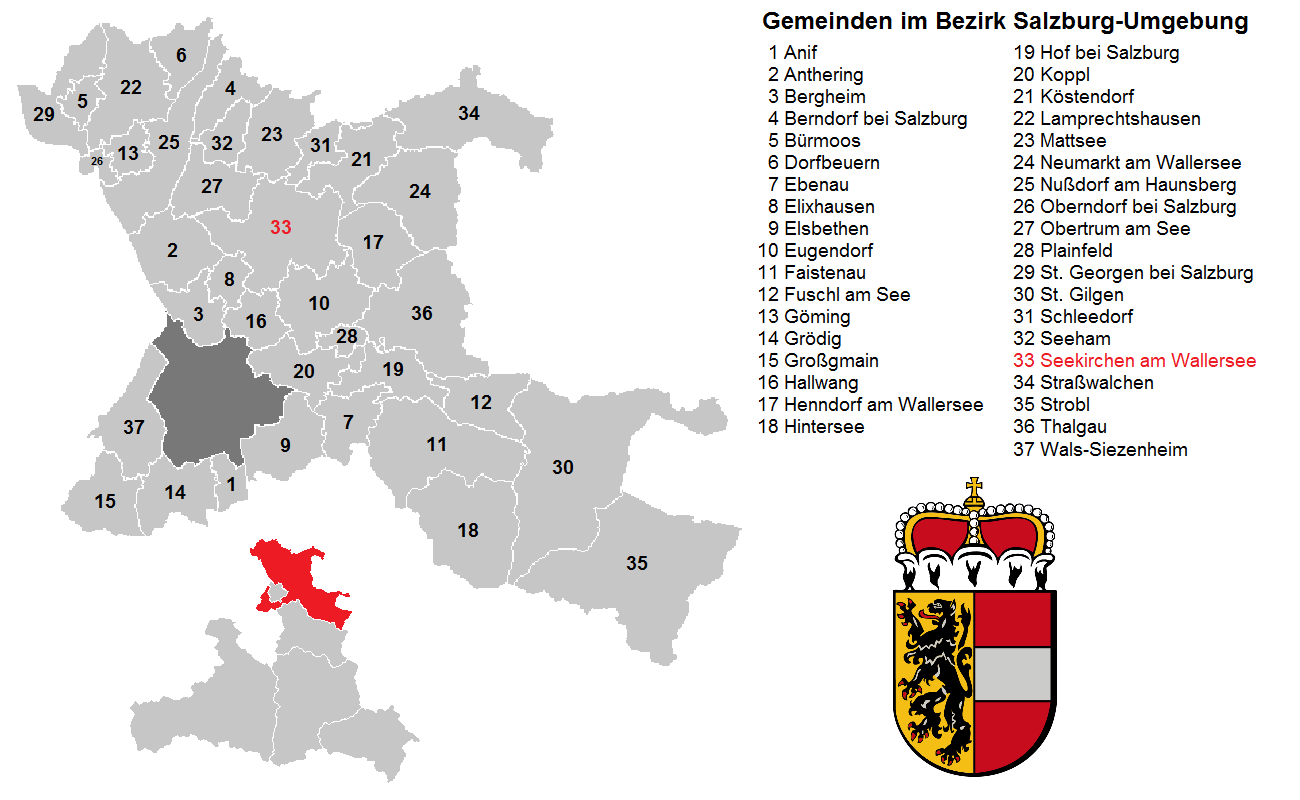
Salzburg-Umgebung

Округ поділено на 37 громад, 3 міста, а ще 6 ярмаркові містечка. 
Міста
1. Ноймаркт-ам-Валлерзее (5,420)
2. Оберндорф-бай-Зальцбург (5,431)
3. Зеекірхен-ам-Валлерзее (9,344)

Ярмаркові містечка
1. Ойгендорф (6,118)
2. Гредіг (6,638)
3. Маттзее (2,850)
4. Обертрум (4,208)
5. Штрасвальхен (6,752)
6. Тальгау (6,712)

Сільські громади
1. Аніф (4,048)
2. Антерінг (3,108)
3. Берггайм (4,839)
4. Берндорф-бай-Зальцбург (1,578)
5. Бюрмоос (4,418)
6. Дорфбоєрн (1,392)
7. Ебенау (1,348)
8. Еліксгаузен (2,681)
9. Ельсбетен (5,117)
10. Файштенау (2,850)
11. Фушль-ам-Зее (1,334)
12. Гемінг (607)
13. Гросгмайн (2,416)
14. Галльванг (3,499)
15. Генндорф-ам-Валлерзее (4,647)
16. Гінтерзее (460)
17. Гоф-бай-Зальцбург (3,405)
18. Коппль (3,037)
19. Кестендорф (2,453)
20. Лампрехтсгаузен (3,140)
21. Нусдорф-ам-Гаунсберг (2,176)
22. Плайнфельд (1,131)
23. Санкт-Георген-бай-Зальцбург (2,728)
24. Санкт-Гільген (3,683)
25. Шледорф (882)
26. Зеегам (1,677)
27. Штробль (3,453)
28. Вальс-Зіценгайм (11,024)

## Демографія
Населення округу за роками за даними статистичного бюро Австрії

## Виноски
| Австрія | Це незавершена стаття з географії Австрії. Ви можете допомогти проєкту, виправивши або дописавши її. |